# Jila Mossaed
Jila Mossaed Estakhri (ur. 4 kwietnia 1948 w Teheranie) – szwedzko-irańska pisarka i poetka. W 2018 roku została wybrana do Akademii Szwedzkiej na fotel nr 15.

## Biografia
Jako poetka zadebiutowała w wieku 17 lat. W Iranie pracowała jako scenarzystka w radiu i telewizji. Przeprowadziła się do Szwecji w 1986 roku, razem z córką i synem. Obecnie mieszka w Göteborgu.

## Twórczość
Po persku wydała dwie powieści i pięć zbiorów poezji. Po szwedzku zadebiutowała jako poetka w 1997 roku tomikiem „Månen och den heliga kon”, po czym wydała kolejno 6 zbiorów poezji po szwedzku.

## Nagrody
- 2019 – Karl Vennbergs pris (150 000 koron szwedzkich)[3]